# Kalevala (Russische band)
Kalevala (Russisch: Калевала) is een Russische folkmetal-band.

## Naamgeving
De naam van de band is afkomstig van het Finse nationale epos. De groep koos deze naam omdat leadzangeres Ksenia Markevitsj een Finse achtergrond heeft: haar beide ouders komen hiervandaan. Verder laat de band zich inspireren door oude Finse en Samische muziek, Finoegrische legendes en hedendaagse Finse muziek zoals Finntroll en Korpiklaani.

## Geschiedenis
Na afloop van een concert in Penza op 15 april 2007 met hun toenmalige band Nevid, besloten zangeres Ksenia Markevitsj en gitarist Nikita Andrianov deze band de rug toe te keren en voor zichzelf te beginnen. Nikita had veel materiaal voor folkmuziek verzameld en het duo maakte een aantal concepten, waarmee ze vrienden benaderden om samen een nieuwe band op te richten. Samen met toetsenist en accordeonist Aleksandr Olejnikov, bassist Aleksandr Sjviljov en drummer Vasili Konjoechov die gerekruteerd werden uit andere bands, begonnen zij de band Kalevala.
Nadat de eerste demo in 2007 goed bekeken werd op internet en goede recensies kreeg, besloot men nog datzelfde najaar, op 5 oktober, een concert te houden. Dat werd spoedig gevolgd door verschillende concerten in Moskou en Sint-Petersburg.
In april 2008 zag het eerste album van deze groep het licht: Koedel belosnezjnogo lna, wat sneeuwwit vlashaar betekent. Dit album bracht het succes van de groep in een stroomversnelling, en in de zomer van 2008 traden ze op in diverse (folk)festivals.
Ruim een jaar later verscheen het tweede studioalbum: Kokoesjkiny deti en weer een jaar later verscheen Vedma.
In 2011 bracht de groep hun eerste videoclip uit met daarbij de single Son-Reka.
In maart 2013 kwam het album Loena i grosj uit en in 2014 verscheen de EP Dozjoe ja klipila.
Kalevala heeft in 2016 voor het eerst een concerttour buiten de grenzen van de voormalige Sovjet-Unie gedaan: de "Hail The Spring!" toer, door Oost-Europa, Frankrijk en een optreden in Berlijn.

## Bezetting

### Huidige bandleden
- Ksenia Markevitsj - zangeres
- Nikita Andrianov - gitarist
- Ivan Andrianov - bas, balalaika (sinds 2011)
- Denis Zolotov - drums (sinds juli 2011)

### Vroegere bandleden
- Vasili Konjoechov - drummer (tot 2009)
- Aleksandr "Smel" Sjviljov - bas, mondharp (tot 2011)
- Kirill Perov - drummer (2009 - juli 2011)
- Aleksandr Olejnikov - accordeon, keyboards (2007-2012)

## Discografie

### Albums
- 2008 - Koedel belosnezjnogo lna (Russisch: Кудель белоснежного льна)
- 2009 - Koekoesjkiny deti (Russisch Кукушкины дети)
- 2010 - Vedma (Russisch: Ведьма)
- 2012 - Osen v stile folk (Russisch: Осень в Стиле фолк) (akoestisch live-album)
- 2013 - Loena i grosj (Russisch: Луна и Грош)

### Ep's
- 2014 - Dozjoe ja koepila

### Singles
- 2009 - Taoesen-rada (Russisch: Таусень-рада)
- 2009 - Kolokoltsjik (Russisch: Колокольчик)
- 2011 - Son-Reka (Russisch: Сон-Река)

### Video
- 2011 - Son-Reka (Russisch: Сон-Река)
- 2013- Loetsjsjoejoe slojoe vam pesnjoe (Russisch: Лучшую Спою Вам Песню)